# Friedrich von Wylich
Friedrich von Wylich (* 1706; † 25. August 1770 in Potsdam) war ein preußischer Generalleutnant und Träger des Schwarzen Adlerordens.

## Leben

### Familie
Seine Eltern waren Dietrich von Wylich (1640–1709) und dessen zweite Frau Florentina Anna von Spaen (* 1660). Er war seit dem 14. April 1746 mit Sophie Wilhemine Frederike von Kalckstein (* 1723; † 16. April 1755) verheiratet, sie war die Tochter von Christoph Wilhelm von Kalckstein. Das Paar hatte folgende Kinder:
- Louise Hermine Sophie (* 10. September 1754; † 22. März 1799) ⚭ 1770 Freiherr Friedrich Leopold von Hertefeld (* 8. Januar 1741; † 3. April 1816),[4] Landrat in Cleve
- Christoph Carl Alexander Friedrich (* 1753; † 20. Januar 1831), Domherr zu Halberstadt, Geheimer Regierungsrat der klevisch-märkischen, dann der münsterschen Regierung und Direktor der klevischen Stände[5] ⚭ Anna von Stolberg-Wernigerode (* 24. Februar 1770; † 26. Januar 1819), Tochter von Christian Friedrich zu Stolberg-Wernigerode.

### Karriere
Von Wylich trat 1721 in das Infanterie-Regiment Nr. 15 ein und wurde 1732 Premier-Lieutenant. Im gleichen Jahr wurde Kronprinz Friedrich Chef des Regiments. Wylich gehörte zu den Offizieren, die eine Wohnung im königlichen Schloss Rheinsberg bekamen. Er durfte am Tisch des künftigen Königs sitzen und hatte allgemein vertraulichen Umgang mit diesem. 1740 wurde er zum Major und Flügel-Adjutanten ernannt. 1741 wurde er Kommandant eines Grenadier-Bataillons aus den Regimentern Nr. 26 (Kleist) und Nr. 23 (Sydow). Am 10. August 1741 besetzte er Breslau. Im April 1742 gab er das Regiment wieder ab und wurde im gleichen Jahr Oberstleutnant. Im Zweiten Schlesischen Krieg erhielt er ein Grenadier-Bataillon aus den Regimentern Nr. 5 (Bonin) und Nr. 13 (Truchsess). Am 4. Juni 1745 wurde er Oberst und im November General-Adjutant und am 12. September 1753 Generalmajor. Im Siebenjährigen Krieg wurde er im Oktober 1756 Chef des ehemaligen Sächsischen Infanterieregiments Nr. 2 nachmaligen Infanterie-Regiments Nr. S51 das aus bei Pirna gefangen genommenen Sachsen gebildet wurde. Es löste sich aber bald wieder auf. Am 9. September 1756 erreichte der Generalmajor von Wylich mit der Vorhut des Königs Dresden. Er musste diese Stadt mit zwei Bataillonen des Regiments Nr. 47 (von Wietersheim), einem Bataillon des Regiments Nr. 41 (von Neuwied) und dem Grenadier-Bataillon (von Wangenheim) besetzen. Aufgrund seiner Verdienste setzte ihn der König auch bei anderen Gelegenheiten ein und erhob ihn 1763 zum Generalleutnant. Zudem verlieh er ihm 1770 den Schwarzen Adlerorden. Von Wylich starb jedoch bald darauf im August 1770 in Potsdam und wurde am 28. in der dortigen Stadtkirche beigesetzt.